# Toaru hikūshi e no tsuioku
Toaru hikūshi e no tsuioku (とある飛空士への追憶? lett. «I ricordi per un certo pilota») è un film d'animazione del 2011 diretto da Jun Shishido.
Il soggetto è basato sull'omonima light novel fantasy dello scrittore Koroku Inumura. È uscito nei cinema giapponesi il 1º ottobre 2011.
Toaru hikūshi e no tsuioku è il frutto della collaborazione tra gli studi di animazione giapponesi Madhouse e TMS Entertainment. Il cast del film è stato rivelato ufficialmente il 19 maggio 2011.

## Trama
In una realtà alternativa simile all'Europa degli anni '40, il regno di Levamme è impegnato da anni in una lunga guerra con l'impero insulare di Amatsukami, tecnologicamente più avanzato e diventato ancora più potente dopo la creazione di un nuovo monoposto da combattimento, lo shinden.
Non lontano dalle coste di Amatsukami si trova la piccola isola di San Maltilia, il cui governatore, per sancire un'alleanza con Levamme che garantisca all'isola la dovuta protezione, ha organizzato il matrimonio tra il principe di Levamme e la sua bellissima figlia, Juana del Moral.
L'impero di Amatsukami, venuto a conoscenza del matrimonio, invia una flotta per tentare di uccidere la futura regina, così da abbassare il morale dell'esercito di Levamme e costringere San Maltilia alla resa. Quando la flotta di aeronavi inviata a recuperare Juana per portarla al sicuro nella capitale viene spazzata via, l'esercito di San Maltilia decide di organizzare in gran segreto una pericolosa traversata oceanica in solitaria di 12.000 chilometri con l'ultimo ritrovato della tecnologia aeronavale, il Santa Cruz, sorvolando il largo braccio di oceano che separa l'isola dal continente aggirando lo sbarramento di Amatsukami.
Per questa missione viene selezionato l'aviatore di prima classe Charles Karino, un mezzosangue (frutto di un'unione tra un abitante di Levamme e una donna di Amatsukami) vessato e disprezzato da tutti, ma dall'inarrivabile talento come pilota.
La traversata, durante la quale Charles e Juana avranno modo di conoscersi a vicenda, sarà però più difficile del previsto, poiché Amatsukami ha intercettato i messaggi in codice contenenti i dettagli del piano di San Maltilia e ha inviato una flotta con l'ordine di abbatterli.

## Personaggi

### Charles Karino
Doppiato da: Ryūnosuke Kamiki
Un pilota mercenario di sangue misto. Sua madre era dell'Impero di Amatsukami, mentre suo padre era dell'Impero di Levamme. Come figlio di sangue misto (un bestado) la sua vita è stata crivellata di discriminazioni razziali. Ciò ha causato il suo desiderio di dimostrarsi pilota per crescere, e ora è un pilota da combattimento di successo. Così di successo, infatti, che fu scelto per una missione top secret per scortare la principessa Juana del Moral su una traversata oceanica di 12.000 km e consegnarla in sicurezza al principe di Levamme, per il loro futuro matrimonio.

### Juana del Moral
Doppiata da: Seika Taketomi
La futura principessa dell'impero Levamme. Elegante e compassionevole, anche se non si è mai adattata alla vita di un burocrate. Detesta la discriminazione nel suo paese. Dopo una proposta di matrimonio del principe di Levamme, prende parte ad una missione di scorta segreta per raggiungere al sicuro il suo futuro marito.

## Riferimenti
Di ispirazione per Koroku Inumura sono stati i film: Vacanze romane e Laputa - Castello nel cielo.